# William G. Sutherland
William Garner Sutherland (* 27. März 1873 im Portage County, Wisconsin, Vereinigte Staaten; † 24. September 1954 in Pacific Grove, Monterey County, Kalifornien, Vereinigte Staaten) war ein Pionier auf dem Gebiet der Osteopathie. Er war Schüler von Andrew Taylor Still und entwickelte die kraniale Osteopathie, die John E. Upledger zur Cranio-Sacral-Therapie ausbaute.

## Leben
1898 begann Sutherland sein Studium der Osteopathie an der „American School of Osteopathy“ und schloss 1900 seine Ausbildung ab. Die nächsten Jahrzehnte forschte Sutherland auch mit Selbstversuchen im kranialen Bereich und veröffentlichte 1939 das Buch „The Cranial Bowl“, in dem er die Schädelknochenbeweglichkeit postulierte und den Begriff PRM (Primary Respiratory Mechanism) einführte. In 1951 wurde das Buch „Osteopathy in the Cranial Field“ von Harald I. Magoun, einem Kollegen von Sutherland, veröffentlicht, zu dem Sutherland das Vorwort schrieb und das ihm gewidmet war. Dieses Buch beschrieb erstmals die kraniale Osteopathie als Therapie in Form eines Lehrbuchs.

## Veröffentlichungen
- William G. Sutherland: The cranial bowl: A treatise relating to cranial articular mobility, cranial articular lesions and cranial technic. Free Press Co, 1948, S. 130.
- William G. Sutherland, Adah S. Sutherland: Das große Sutherland-Kompendium: Die Schädelsphäre. Einige Gedanken. Unterweisungen in der Wissenschaft der Osteopathie. Mit klugen Fingern. 2. Auflage. Jolandos, 2008, ISBN 978-3-936679-88-5, S. 716.
- Harold I. Magoun: Osteopathy in the Cranial Field. 3. Auflage. The Cranial Academy, 1976.